# Cartaya
Cartaya ist eine spanische Stadt in der Provinz Huelva in der autonomen Region Andalusien. 2024 hatte die Gemeinde 21.408 Einwohner. Das Stadtgebiet hat eine Fläche von 226 km² und eine Bevölkerungsdichte von 92 Ew./km². Der Ort liegt 26 m über dem Meeresspiegel und 35 km von der Provinzhauptstadt Huelva entfernt.
Haupterwerbszweig ist der Fremdenverkehr, denn im Sommer verbringen viele Touristen ihren Urlaub in den beiden Küstenorten El Portil und El Rompido. Außerdem werden Zitrusfrüchte und Erdbeeren angebaut.

## Geschichte
Die phönizische Herkunft des Namens (carteia = die Stadt) und einige archäologische Funde in der Umgebung lassen auf eine frühe Besiedlung schließen. Doch eine feste Siedlung findet man erst im 15. Jahrhundert vor, als der Markgraf von Gibraleón dort einen Fährverkehr über den Fluss Piedras einrichten und zu dessen Sicherung die Stadt gründen lässt.
Sieben Jahre später wird die Burg der Zúñiga begonnen, die heute westlich der Altstadt liegt. Im selben Jahrhundert wird eine einschiffige Kirche im Mudéjar-Stil erbaut, an deren Stelle später dann die heutige San-Pedro-Kirche errichtet wurde.

## Sehenswürdigkeiten
- Burg aus römischer Zeit (heute Ruine)
- Convento de las Mercedes – ein Kloster aus dem 18. Jahrhundert
- San-Pedro-Kirche
- Die Marismas de San Miguel und das umgebende Naturschutzgebiet am Mündungstrichter des Rio Pedras